# 10981 Fransaris
10981 Fransaris è un asteroide della fascia principale. Scoperto nel 1977, presenta un'orbita caratterizzata da un semiasse maggiore pari a 2,7918702 UA e da un'eccentricità di 0,2443195, inclinata di 6,18194° rispetto all'eclittica.